# Oberaich
Oberaich se encuentra en Estiria, más precisamente en el Distrito de Mürzzuschlag.

## Historia
Inicialmente, Oberaich fue habitado por los celtas, ya en el siglo VI fue habitado por los eslavos. Probablemente en el siglo IX fuera habitado por los bávaros y el pueblo franco.
A orillas del río Mura se construyó, en una ubicación estratégica, la Iglesia de San Dionisio que tiene numerosos detalles arquitectónicos y que contiene un castillo que posiblemente date del siglo XI.
Es mencionada por primera vez a mediados del siglo XII, cuando en el año 1144 fue llamado como testigo Henry de Vts. La fortaleza Mötschelmayrhof fue mencionada en el año 1293.
La temprana colonización local era en su mayoría de tipo rural, y a orillas del río Mura existían tres grandes señoríos: Unter, Miter y Oberaich.
Para 1838 el actual municipio contaba con 1102 habitantes, 848 de ellos pertenecían al sector agropecuario. En 1833 hubo una fuerte inundación en Oberaich que se cobró tres vidas en total. Desde 1848 comenzó a modernizar el sistema municipal y el entorno político. Para 1860 se completó la línea de ferrocarril de Bruck an der Mur-Leoben, aunque su funcionamiento en Oberaich fue detenido hasta el 8 de diciembre de 1908.
En 1849, el municipio tuvo como su primer alcalde a Höfer Lorenz. En marzo de 1938 las tropas alemanas invadieron el lugar y a principios de abril de 1941 se entró en guerra.
El 3 de febrero de 1961 Estiria le concede su escudo municipal y en enero de 1968 se fusiona Oberaich y Pichelsdorf.

## Geografía
Oberaich está situado al oeste de Bruck an der Mur y su paisaje está integrado por pastizales, campos y bosques. La elevación más alta local es de 1664 metros con Rosseck en el sur y en promedio tiene una elevación de 500 metros sobre el nivel del mar.
Se encuentra subdividido en 14 ciudades: Oberaich, Utschgraben, Utschtal, Streitgarn, Raschbach, Heuberg, Mitteraich, Unteraich, Mötschlach, Picheldorf, Oberdorf, St. Dionysen, Paulahof y das Urgental.

## Economía
Originariamente el municipio de Oberaich solamente se dedicaba a la agricultura y a la silvicultura. Aunque en la actualidad continua con sus labores rurales, también tiene una guardería, un minorísta de artículos de jardinería, una tienda de muebles, dos concesionarios de automóviles, varias empresas de transporte, un especialista en hardware, una compañía maderera, una carpintería, un gimnasio, un salón de belleza, una peluquería, un joyero y proveedores locales.

### Turismo
Oberaich ofrece diversas actividades, como el seguir la ruta de los romanos a través del puente que conecta con la Iglesia de San Dionisio, cruzando el río Mura hasta la Iglesia de San Ulrich. También tiene actividades como senderismo, anda en bicicleta o parapente, jugar al tenis o al golf.
En cuanto a la gastronomía local, existen sitios tranquilos como la “Gasthaus Brand” que es una posada con capacidad para unas 60 personas, la posada “Rosi‘s Wirshaus” con un menú local o el “Almgasthaus Kirl” a 1000 metros sobre el nivel del mar. Otros lugares son el hotel “Gasthaus B. Unterberger” que además contiene una pista de bolos y el complejo deportivo de Oberaich inaugurado en 2012.